# Andreas Hinkel
Andreas Hinkel (* 26. března 1982, Backnang, Západní Německo) je německý fotbalista momentálně hrající za skotský tým Celtic Glasgow na postu pravého křídla. Jeho tržní cena činí 3 miliony eur.

## Klubová kariéra
Po dobu šesti sezón nastupoval za Stuttgart, poté odešel za 4 miliony eur do Sevilly. S tímto španělským klubem zažil řadu úspěchů, cenným triumfem je vítězství v Evropské lize (2006/07). Nenastupoval tolik, kolik by si představoval, na své pozici měl Hinkel velkou konkurenci v podobě Daniela Alvese. Po dvou sezónách v Seville odešel za 2,5 milionu eur do skotského Celticu Glasgow. Se Celticem podepsal kontrakt do 30. června 2011.

## Reprezentační kariéra
Hrál na Konfederačním poháru FIFA, kde Německo získalo třetí místo.

## Úspěchy
Stuttgart
- Bundesliga
  - 2. místo (2002/03)

FC Sevilla
- Primera división
  - 3. místo (2006/07)
- Evropská liga
  - 1. místo (2006/07)

Celtic Glasgow
- Scottish Premier League
  - 1. místo (2007/08)
  - 2. místo (2008/09, 2009/10)

Německo
- Konfederační pohár
  - 3. místo (2005)